# Vágujhelyi Ferenc
Vágujhelyi Ferenc (Budapest, 1970. február 11. - ) programozó matematikus, fizikatanár, 2021. júliustól a NAV elnöke.

## Életpályája
Szakmai pályafutását 1995-ben a Philip Morris Hungary-nél pénzügyi rendszerfejlesztőként (System Analyst) kezdte, majd az ÁPV Rt.-nél dolgozott információbiztonsági szakértő munkakörben. 1997-től 1999-ig az IBM Hungary-nél projektvezető volt. 1999 és 2002 között az Országos Nyugdíjbiztosítási Főigazgatóság főigazgató-helyettese. Ezt követően 2003-tól 2010-ig a Professzionál Informatikai Zrt. elnök-vezérigazgatója volt.
2010 és 2015 végéig a Nemzeti Adó- és Vámhivatal munkatársa, 2013-tól a NAV informatikai elnökhelyetteseként dolgozott. Magyarországon az ő szakmai irányítása mellett vezették be  az elektronikus pénztárgépek rendszerét.
2015. november 21-től a Nemzeti Hírközlési és Informatikai Tanács (NHIT)  elnöke. 
2018-tól a Digitális Jólét Program Blockchain Munkacsoportjának vezetője. 
2020. szeptember 8-án megválasztották a Hírközlési és Informatikai Tudományos Egyesület elnökének.
Sors László helyett  Vágujhelyi Ferenc vezeti a Nemzeti Adó- és Vámhivatalt, 2021. július 8-ától. 

## Publikációi
- Számos tudományos publikáció szerzője, fő kutatási területe az elektronikus azonosítás és hitelesség, valamint a blockchain technológia alkalmazási lehetőségeinek vizsgálata a közigazgatásban.
- Tudományos cikkei rendszeresen megjelennek az Új Magyar Közigazgatás folyóiratban.
- Több, az információtechnológiával összefüggő szabadalommal rendelkezik.

## Forrás
- Hírközlési és Informatikai Tudományos Egyesület – Vágujhelyi Ferenc (2020)   hte.hu Megtekintés: 2021. december 21.